# Gustaf Dyrssen (amiral)

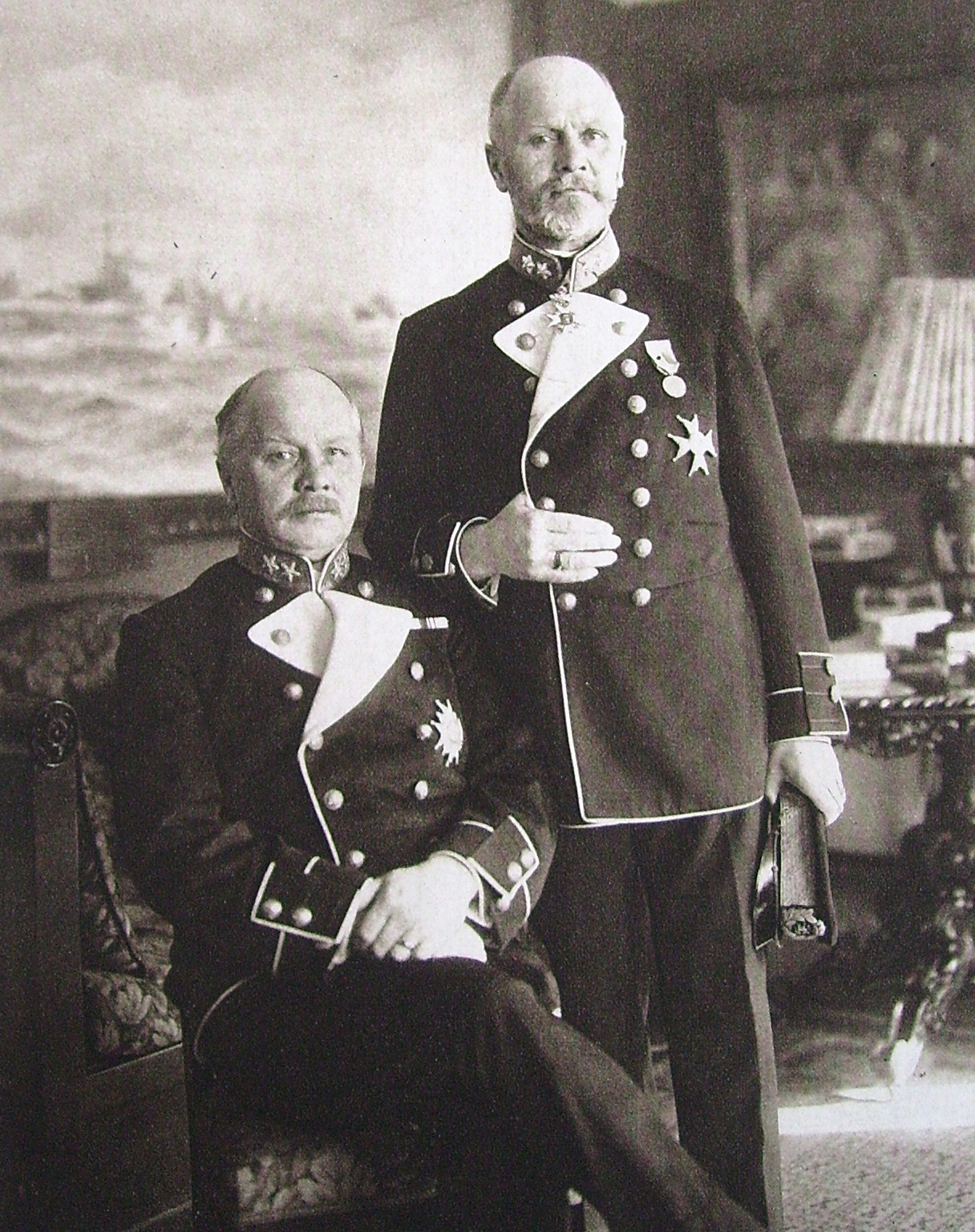
Gustaf (stående) och Wilhelm Dyrssen.

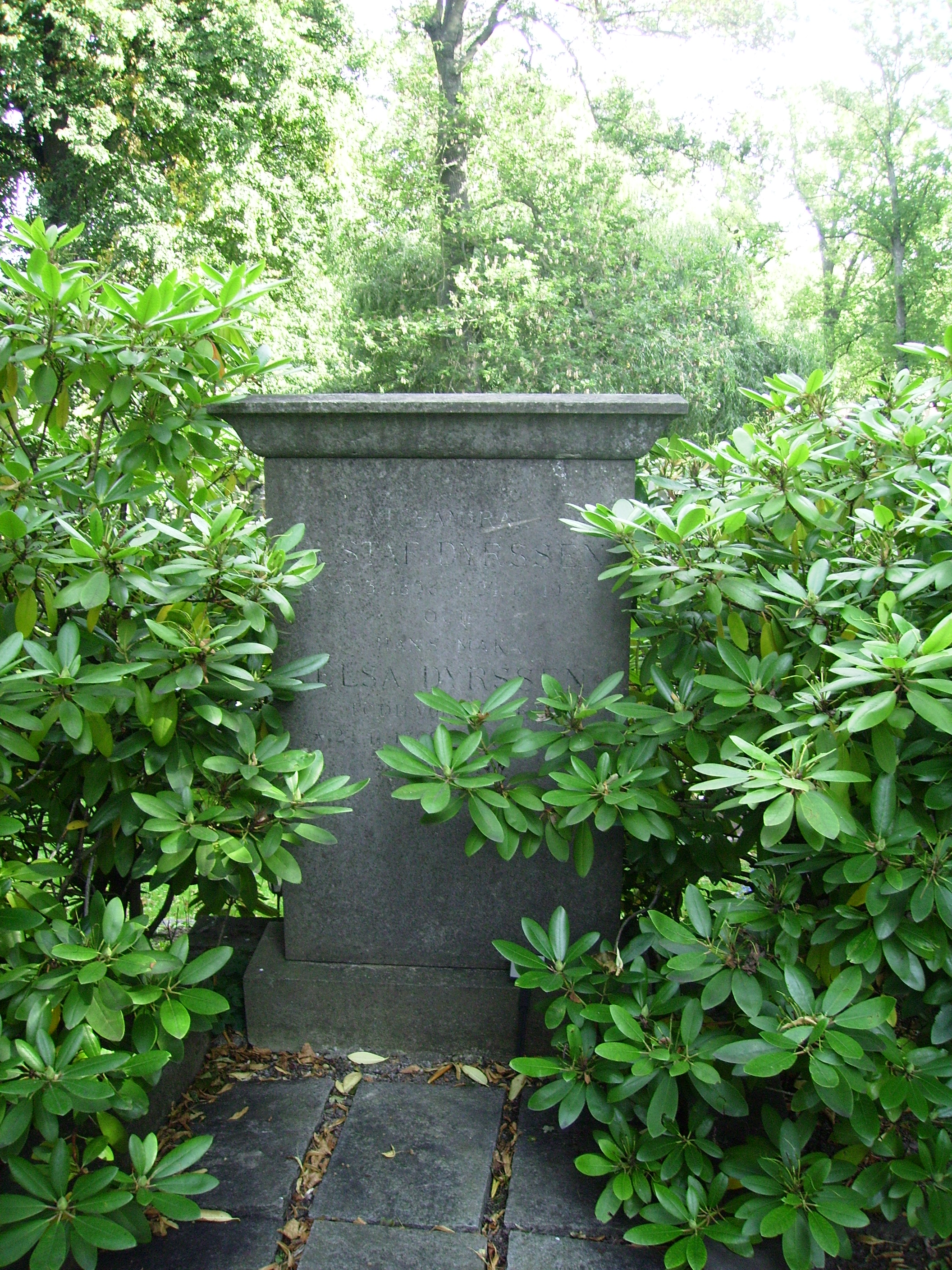
Gustaf Dyrssens gravvård på Galärvarvskyrkogården i Stockholm.

Gustaf Dyrssen, född 26 mars 1858 på Klagstorps herrgård, Norra Kyrketorps socken i Skaraborgs län, död 24 oktober 1934 i Stockholm, var en svensk sjömilitär (viceamiral).

## Biografi
Dyrssen blev underlöjtnant vid flottan 1877, löjtnant 1881 och var i engelska och fransk örlogstjänst 1881–1884. Han deltog i engelska operationer mot Egypten. Dyrssen blev kapten 1888 och var marinattaché i Sankt Petersburg 1891–1896. Dyrssen befordrades till kommendörkapten av andra graden 1898, av första graden 1901, kommendör 1903 och var chef för Kungliga Sjökrigsskolan 1900–1905 samt för Kungliga Sjökrigshögskolan 1905. Därefter var han varvschef i Stockholm 1905–1910 och chef för marinförvaltningen 1910-1920. Han befordrades till konteramiral 1911, viceamiral 1917 och fick avsked 1923. Dyrssen försattes i flottans reserv samma år.
Dyrssen var ledamot av flottans sjömilitära kommitté och invaldes som ledamot av Kungliga Örlogsmannasällskapet 1896 (hedersledamot 1910) och som edamot av andra klassen av Kungliga Krigsvetenskapsakademien 1900 och ledamot av första klassen 1911. Han satt i stadsfullmäktige i Stockholm 1901–1913.
Dyrssen var son till godsägaren Peder Johan Julius Dyrssen och Gustafva Wilhelmina Hagerman. Han var tvillingbror till Wilhelm Dyrssen, vars son Gustaf Dyrssen (1891–1981) hade samma namn. Gustaf Dyrssen den äldre gifte sig 1885 med friherrinnan Elsa född von Otter (1862-1949), dotter till viceamiral friherre Carl Gustaf von Otter och Ava Bollman. Dyrssen begravdes den 29 oktober 1934 på Galärvarvskyrkogården i Stockholm.

## Utmärkelser

### Svenska utmärkelser
- Kommendör med stora korset av Svärdsorden, 6 juni 1918.[5]
- Kommendör av första klassen av Svärdsorden, 6 juni 1910.[6]
- Kommendör av andra klassen av Svärdsorden, 1 december 1905.[7]
- Riddare av första klassen av Svärdsorden, 1897.[8]
- Kommendör av andra klassen av Vasaorden, 3 oktober 1904.[9]
- Guldmedalj för tapperhet till sjöss, 1886.[1]

### Utländska utmärkelser
- Riddare av andra klassen med kraschan av Ryska Sankt Stanislausorden, 1908.[10][11]
- Riddare av andra klassen av Ryska Sankt Stanislausorden, senast 1905.[12]
- Kommendör av Franska Hederslegionen, 1908.[10][11]
- Kommendör av Nederländska Oranien-Nassauorden, senast 1905.[12]
- Riddare av andra klassen av Preussiska Röda örns orden, tidigast 1905 och senast 1908.[10][12]
- Riddare av tredje klassen av Preussiska Kronorden, senast 1905.[12]
- Riddare av Portugisiska Kristusorden, senast 1905.[12]
- Innehavare av Egyptiska orden Khedivens stjärna, tidigast 1905 och senast 1908.[10][12]